# Retsliberalisme
Retsliberalisme er en politisk ideologisk retning, der kombinerer georgisme med princippet om "retsmoralen" jf. den Danske moralfilosof Severin Christensen
| filosofi | Spire Denne filosofiartikel er en spire som bør udbygges. Du er velkommen til at hjælpe Wikipedia ved at udvide den. |

| Politik | Spire Denne artikel om politik og ideologi er en spire som bør udbygges. Du er velkommen til at hjælpe Wikipedia ved at udvide den. |